# Gelis cayennator
Gelis cayennator là một loài tò vò trong họ Ichneumonidae.